# Servette Football Club Genève 1890 2001-2002
Questa voce raccoglie le informazioni riguardanti il Servette Football Club Genève 1890 nelle competizioni ufficiali della stagione 2001-2002.

## Stagione
Nella stagione 2001-2002 il Servette, allenato da Lucien Favre, concluse il campionato di Lega Nazionale A al 5º posto. Il Servette concluse il girone di play-off al 4º posto. In Coppa UEFA il Servette fu eliminato agli ottavi di finale dal Valencia.

## Rosa
| N. |                                 | Ruolo | Calciatore          |
| -- | ------------------------------- | ----- | ------------------- |
| 3  | Svizzera (bandiera)             | C     | Sébastien Fournier  |
| 6  | Svizzera (bandiera)             | C     | Oscar Londono       |
| 7  | Guinea (bandiera)               | C     | Thierno Bah         |
| 8  | Svizzera (bandiera)             | C     | Massimo Lombardo    |
| 10 | Serbia e Montenegro (bandiera)  | C     | Goran Obradović     |
| 21 | Svizzera (bandiera)             | A     | Nicolas Weber       |
| 12 | Bosnia ed Erzegovina (bandiera) | D     | Aleksandar Bratic   |
| 13 | Svizzera (bandiera)             | D     | Yves Miéville       |
| 14 | Svizzera (bandiera)             | A     | Léonard Thurre      |
| 18 | Svizzera (bandiera)             | P     | Sébastien Roth      |
| 19 | Svizzera (bandiera)             | D     | Christophe Jaquet   |
| 23 | Svizzera (bandiera)             | C     | Alexandre Comisetti |
| 27 | Francia (bandiera)              | C     | Jérôme Sonnerat     |
| 1  | Svizzera (bandiera)             | P     | Eric Pédat          |

| N. |                                 | Ruolo | Calciatore        |
| -- | ------------------------------- | ----- | ----------------- |
| 17 | Svizzera (bandiera)             | D     | Christophe Andrey |
| 4  | Brasile (bandiera)              | D     | Hilton            |
| 28 | Francia (bandiera)              | D     | Loris Reina       |
| 26 | Svizzera (bandiera)             | D     | Philippe Senderos |
| 9  | RD del Congo (bandiera)         | D     | Alexis Tekumu     |
| 16 | Svizzera (bandiera)             | C     | Johann Lonfat     |
| 21 | Brasile (bandiera)              | C     | Marcelo           |
| 22 | Russia (bandiera)               | C     | Dmitriy Michkov   |
| 20 | Nigeria (bandiera)              | C     | Wilson Oruma      |
| 24 | Svizzera (bandiera)             | C     | Maxime Sanou      |
| 11 | Svizzera (bandiera)             | A     | Alexander Frei    |
| 15 | Bosnia ed Erzegovina (bandiera) | A     | Alen Škoro        |
| 25 | Svizzera (bandiera)             | A     | Cédric Tsimba     |
| 38 | Argentina (bandiera)            | D     | Luciano Panorrama |

## Organigramma societario
Area tecnica
- Allenatore: Lucien Favre
- Allenatore in seconda:
- Preparatore dei portieri:
- Preparatori atletici:

## Calciomercato

### Sessione estiva
| Acquisti | Acquisti | Acquisti | Acquisti |
| R.       | Nome     | da       | Modalità |
| -------- | -------- | -------- | -------- |

| Cessioni | Cessioni | Cessioni | Cessioni |
| R.       | Nome     | a        | Modalità |
| -------- | -------- | -------- | -------- |

### Sessione invernale
| Acquisti | Acquisti | Acquisti | Acquisti |
| R.       | Nome     | da       | Modalità |
| -------- | -------- | -------- | -------- |

| Cessioni | Cessioni | Cessioni | Cessioni |
| R.       | Nome     | a        | Modalità |
| -------- | -------- | -------- | -------- |

## Risultati

### Lega Nazionale A

#### andata
| Arbitro: | Rutz |

|  |           |                             |
|  | Marcatori | 6’ Kavelashvili 89’ Chassot |

| Arbitro: | Beck |

|                             |           |                     |
| Tum 6’ Ergić 10’ Huggel 19’ | Marcatori | 89’ (aut.) Streller |

| Arbitro: | Bertolini |

|                    |           |  |
| Thurre 59’ Bah 76’ | Marcatori |  |

| Arbitro: | Nobs |

|              |           |           |
| Schenker 67’ | Marcatori | 87’ Oruma |

| Arbitro: | Salm |

|                   |           |  |
| Biaggi 30’ (aut.) | Marcatori |  |

| Arbitro: | Circhetta |

|                |           |                 |
| Türkyılmaz 90’ | Marcatori | 17’ (rig.) Frei |

| Arbitro: | Etter |

|          |           |          |
| Frei 78’ | Marcatori | 26’ Diop |

| Arbitro: | Meier |

|           |           |                               |
| Deumi 58’ | Marcatori | 23’ Frei 61’ Lonfat 90’ Oruma |

| Arbitro: | Petignat |

|                                  |           |  |
| Comisetti 38’, 75’ Obradović 82’ | Marcatori |  |

| Arbitro: | Leuba |

|               |           |                        |
| Comisetti 67’ | Marcatori | 62’ Alves 63’ Di Jorio |

| Arbitro: | Busacca |

|  |           |                                     |
|  | Marcatori | 8’ Comisetti 43’ Obradović 45’ Frei |

#### ritorno
| Arbitro: | Beck |

|  |           |                                  |
|  | Marcatori | 18’ Comisetti 30’ Oruma 53’ Dill |

| Arbitro: | Rutz |

|          |           |                                             |
| Dill 90’ | Marcatori | 12’, 71’ Giménez 42’ Chipperfield 46’ Yakın |

| Arbitro: | Rogalla |

|                   |           |                                    |
| Tachie-Mensah 78’ | Marcatori | 54’ Claiton 58’ Frei 62’ Comisetti |

| Arbitro: | Beck |

|                                     |           |                                      |
| Frei 18’ (rig.) Wolf 39’ Lonfat 57’ | Marcatori | 13’ Gygax 25’ de Napoli 87’ Eggimann |

| Arbitro: | Petignat |

|           |           |            |
| Rossi 36’ | Marcatori | 57’ Robert |

| Arbitro: | Schluchter |

|                   |           |  |
| Wolf 41’ Frei 67’ | Marcatori |  |

| Arbitro: | Salm |

|                                    |           |  |
| Ippoliti 19’ Núñez 73’ (rig.), 82’ | Marcatori |  |

| Arbitro: | Wildhaber |

|                       |           |                                  |
| Lonfat 32’ Robert 73’ | Marcatori | 55’ Ojong 68’ Moreira 90’ M'Futi |

| Arbitro: | Meier |

|  |           |          |
|  | Marcatori | 8’ Oruma |

| Arbitro: | Salm |

|                       |           |                 |
| Jefferson 8’ Gane 58’ | Marcatori | 29’, 51’ Robert |

| Arbitro: | Schluchter |

|          |           |              |
| Frei 45’ | Marcatori | 7’ Chaveriat |

### Play-off

#### andata
| Arbitro: | Leuba |

|  |           |               |
|  | Marcatori | 33’, 67’ Frei |

| Arbitro: | Schoch |

|             |           |  |
| Londono 62’ | Marcatori |  |

| Arbitro: | Rogalla |

|                                              |           |           |
| Marcelo 45’ (aut.) Descloux 89’ Sermeter 90’ | Marcatori | 15’ Sanou |

| Arbitro: | Busacca |

|                 |           |                          |
| Robert 53’, 70’ | Marcatori | 5’ (aut.) Wolf 79’ Jenny |

| Arbitro: | Beck |

|            |           |                                                       |
| Robert 43’ | Marcatori | 45’ Schwegler 57’, 72’ Núñez 70’ Eduardo 78’ Baturina |

| Arbitro: | Schmid |

|                       |           |                                                   |
| Moreira 51’ Ojong 74’ | Marcatori | 22’ (aut.) Piffaretti 62’ (rig.) Frei 83’ Marcelo |

| Arbitro: | Meier |

|              |           |                             |
| Fournier 41’ | Marcatori | 14’ (rig.) Yakın 19’ Atouba |

#### ritorno
| Arbitro: | Rutz |

|                                         |           |                     |
| Ergić 45’ Giménez 58’ Hilton 88’ (aut.) | Marcatori | 39’ Frei 47’ Hilton |

| Arbitro: | Bertolini |

|                                |           |             |
| Frei 63’, 70’, 83’ (rig.), 90’ | Marcatori | 79’ Marazzi |

| Arbitro: | Lehner |

|                |           |                         |
| Núñez 12’, 49’ | Marcatori | 14’ Comisetti 72’ Oruma |

| Arbitro: | Busacca |

|          |           |                                |
| Imhof 5’ | Marcatori | 47’ Frei 53’ Lonfat 81’ Robert |

| Ginevra 27 aprile 2002, ore 19:30 CEST 12ª giornata | Servette | 0 – 0 referto | Young Boys | Parc des Sports (4 267 spett.)\| Arbitro: \| Sowa \| |
| Arbitro:                                            | Sowa     |               |            |                                                      |

| Arbitro: | Rogalla |

|           |           |                                    |
| Magnin 9’ | Marcatori | 30’ Lonfat 35’ Michkov 90’ Marcelo |

| Arbitro: | Rutz |

|  |           |          |
|  | Marcatori | 7’ Yasar |

### Coppa UEFA
| Arbitro: | Douros |

|           |           |  |
| Oruma 75’ | Marcatori |  |

| Arbitro: | Baskakov |

|             |           |           |
| Petrouš 89’ | Marcatori | 13’ Oruma |

| Saragozza 18 ottobre 2001, ore 21:00 CEST Secondo turno - andata | Real Saragozza | 0 – 0 referto | Servette | Stadio de La Romareda (18 000 spett.)\| Arbitro: \| Fröhlich \| |
| Arbitro:                                                         | Fröhlich       |               |          |                                                                 |

| Arbitro: | Erdemir |

|           |           |  |
| Oruma 87’ | Marcatori |  |

| Ginevra 22 novembre 2001, ore 18:00 CET Terzo turno - andata | Servette | 0 – 0 referto | Hertha Berlino | Parc des Sports (8 412 spett.)\| Arbitro: \| Larsen \| |
| Arbitro:                                                     | Larsen   |               |                |                                                        |

| Arbitro: | Barber |

|  |           |                                   |
|  | Marcatori | 17’ Hilton 49’ Frei 70’ Obradović |

| Arbitro: | Plautz |

|                                      |           |  |
| Hilton 3’ (aut.) Aimar 48’ Salva 58’ | Marcatori |  |

| Arbitro: | Ivanov |

|                     |           |                        |
| Robert 37’ Frei 67’ | Marcatori | 12’ Sánchez 45’ Angulo |

## Statistiche

### Statistiche di squadra
| Competizione     | Punti | In casa | In casa | In casa | In casa | In casa | In casa | In trasferta | In trasferta | In trasferta | In trasferta | In trasferta | In trasferta | Totale | Totale | Totale | Totale | Totale | Totale | DR  |
| Competizione     | Punti | G       | V       | N       | P       | Gf      | Gs      | G            | V            | N            | P            | Gf           | Gs           | G      | V      | N      | P      | Gf     | Gs     | DR  |
| ---------------- | ----- | ------- | ------- | ------- | ------- | ------- | ------- | ------------ | ------------ | ------------ | ------------ | ------------ | ------------ | ------ | ------ | ------ | ------ | ------ | ------ | --- |
| Lega Nazionale A | 34    | 11      | 4       | 3       | 4       | 17      | 16      | 11           | 5            | 4            | 2            | 19           | 13           | 22     | 9      | 7      | 6      | 36     | 29     | +7  |
| Play-off         | -     | 7       | 2       | 2       | 3       | 9       | 11      | 7            | 4            | 1            | 2            | 16           | 12           | 14     | 6      | 3      | 5      | 25     | 23     | +2  |
| Coppa UEFA       | -     | 4       | 2       | 2       | 0       | 4       | 2       | 4            | 1            | 2            | 1            | 4            | 4            | 8      | 3      | 4      | 1      | 8      | 6      | +2  |
| Totale           | 34    | 22      | 8       | 7       | 7       | 30      | 29      | 22           | 10           | 7            | 5            | 39           | 29           | 44     | 18     | 14     | 12     | 69     | 58     | +11 |

### Andamento in campionato
| Giornata  | 1  | 2  | 3 | 4  | 5 | 6 | 7 | 8 | 9 | 10 | 11 | 12 | 13 | 14 | 15 | 16 | 17 | 18 | 19 | 20 | 21 | 22 |
| --------- | -- | -- | - | -- | - | - | - | - | - | -- | -- | -- | -- | -- | -- | -- | -- | -- | -- | -- | -- | -- |
| Luogo     | C  | T  | C | T  | C | T | C | T | C | C  | T  | T  | C  | T  | C  | T  | C  | T  | C  | T  | T  | C  |
| Risultato | P  | P  | V | N  | V | N | N | V | V | P  | V  | V  | P  | V  | N  | N  | V  | P  | P  | V  | N  | N  |
| Posizione | 10 | 12 | 9 | 10 | 7 | 8 | 9 | 6 | 2 | 6  | 2  | 1  | 3  | 1  | 2  | 4  | 2  | 4  | 6  | 4  | 6  | 5  |

Legenda:

Luogo: C = Casa; T = Trasferta. Risultato: V = Vittoria; N = Pareggio; P = Sconfitta.

### Statistiche dei giocatori
| Giocatore    | Lega Nazionale A | Lega Nazionale A | Lega Nazionale A | Lega Nazionale A | Coppa UEFA | Coppa UEFA | Coppa UEFA  | Coppa UEFA | Totale   | Totale | Totale      | Totale     |
| Giocatore    | Presenze         | Reti             | Ammonizioni      | Espulsioni       | Presenze   | Reti       | Ammonizioni | Espulsioni | Presenze | Reti   | Ammonizioni | Espulsioni |
| ------------ | ---------------- | ---------------- | ---------------- | ---------------- | ---------- | ---------- | ----------- | ---------- | -------- | ------ | ----------- | ---------- |
| L. Panorrama | 16               | 7                | 0                | 0                | 2          | 1          | 0           | 0          | 18       | 8      | 0           | 0          |
| C. Andrey    | 0                | 0                | 0                | 0                | 0          | 0          | 0           | 0          | 0        | 0      | 0           | 0          |
| T. Bah       | 19               | 1                | 2                | 0                | 8          | 0          | 0           | 0          | 27       | 1      | 2           | 0          |
| A. Bratic    | 11               | 0                | 0                | 0                | 0          | 0          | 0           | 0          | 11       | 0      | 0           | 0          |
| C. Claiton   | 15               | 1                | 0                | 0                | 5          | 0          | 0           | 1          | 20       | 1      | 0           | 1          |
| A. Comisetti | 11               | 6                | 1                | 0                | 2          | 0          | 0           | 0          | 13       | 6      | 1           | 0          |
| D. Dill      | 4                | 2                | 0                | 0                | 2          | 0          | 0           | 0          | 6        | 2      | 0           | 0          |
| P. Diogo     | 1                | 0                | 0                | 0                | 0          | 0          | 0           | 0          | 1        | 0      | 0           | 0          |
| S. Fournier  | 17               | 0                | 8                | 0                | 7          | 0          | 0           | 0          | 24       | 0      | 8           | 0          |
| A. Frei      | 21               | 8                | 3                | 0                | 8          | 2          | 0           | 0          | 29       | 10     | 3           | 0          |
| H. Hilton    | 9                | 0                | 0                | 1                | 4          | 1          | 0           | 0          | 13       | 1      | 0           | 1          |
| C. Jaquet    | 21               | 0                | 2                | 1                | 8          | 0          | 0           | 0          | 29       | 0      | 2           | 1          |
| M. Lombardo  | 11               | 0                | 0                | 1                | 0          | 0          | 0           | 0          | 11       | 0      | 0           | 1          |
| O. Londono   | 19               | 0                | 3                | 0                | 8          | 0          | 1           | 0          | 27       | 0      | 4           | 0          |
| J. Lonfat    | 20               | 3                | 2                | 0                | 7          | 0          | 0           | 1          | 27       | 3      | 2           | 1          |
| M. Marcelo   | 6                | 2                | 0                | 0                | 2          | 0          | 0           | 0          | 8        | 2      | 0           | 0          |
| D. Michkov   | 11               | 1                | 1                | 0                | 2          | 0          | 0           | 0          | 13       | 1      | 1           | 0          |
| Y. Miéville  | 17               | 0                | 3                | 0                | 5          | 0          | 0           | 0          | 22       | 0      | 3           | 0          |
| G. Obradović | 17               | 2                | 2                | 0                | 8          | 1          | 0           | 0          | 25       | 3      | 2           | 0          |
| W. Oruma     | 20               | 4                | 3                | 0                | 8          | 3          | 0           | 0          | 28       | 7      | 3           | 0          |
| E. Pédat     | 19               | 0                | 0                | 0                | 8          | 0          | 0           | 0          | 27       | 0      | 0           | 0          |
| L. Reina     | 7                | 0                | 3                | 0                | 1          | 0          | 0           | 0          | 8        | 0      | 3           | 0          |
| R. Robert    | 7                | 4                | 3                | 0                | 2          | 1          | 0           | 0          | 9        | 5      | 3           | 0          |
| S. Roth      | 3                | 0                | 0                | 0                | 0          | 0          | 0           | 0          | 3        | 0      | 0           | 0          |
| M. Sanou     | 9                | 0                | 0                | 0                | 2          | 0          | 0           | 0          | 11       | 0      | 0           | 0          |
| P. Senderos  | 0                | 0                | 0                | 0                | 0          | 0          | 0           | 0          | 0        | 0      | 0           | 0          |
| J. Sonnerat  | 0                | 0                | 0                | 0                | 0          | 0          | 0           | 0          | 0        | 0      | 0           | 0          |
| A. Tekumu    | 2                | 0                | 1                | 0                | 0          | 0          | 0           | 0          | 2        | 0      | 1           | 0          |
| L. Thurre    | 6                | 1                | 3                | 0                | 0          | 0          | 0           | 0          | 6        | 1      | 3           | 0          |
| C. Tsimba    | 0                | 0                | 0                | 0                | 0          | 0          | 0           | 0          | 0        | 0      | 0           | 0          |
| R. Wagner    | 8                | 0                | 0                | 0                | 1          | 0          | 0           | 0          | 9        | 0      | 0           | 0          |
| N. Weber     | 0                | 0                | 0                | 0                | 0          | 0          | 0           | 0          | 0        | 0      | 0           | 0          |
| S. Wolf      | 10               | 2                | 2                | 0                | 7          | 0          | 0           | 0          | 17       | 2      | 2           | 0          |
| A. Škoro     | 1                | 0                | 0                | 0                | 0          | 0          | 0           | 0          | 1        | 0      | 0           | 0          |